# NGC 267
NGC 267 est un amas ouvert dans le Petit Nuage de Magellan (PNM) situé dans la constellation du Toucan. NGC 267 a été découvert par l'astronome britannique John Herschel en 1836. 
Il est à peu près à la même distance de nous que le PNM, soit 199 000 années-lumière.

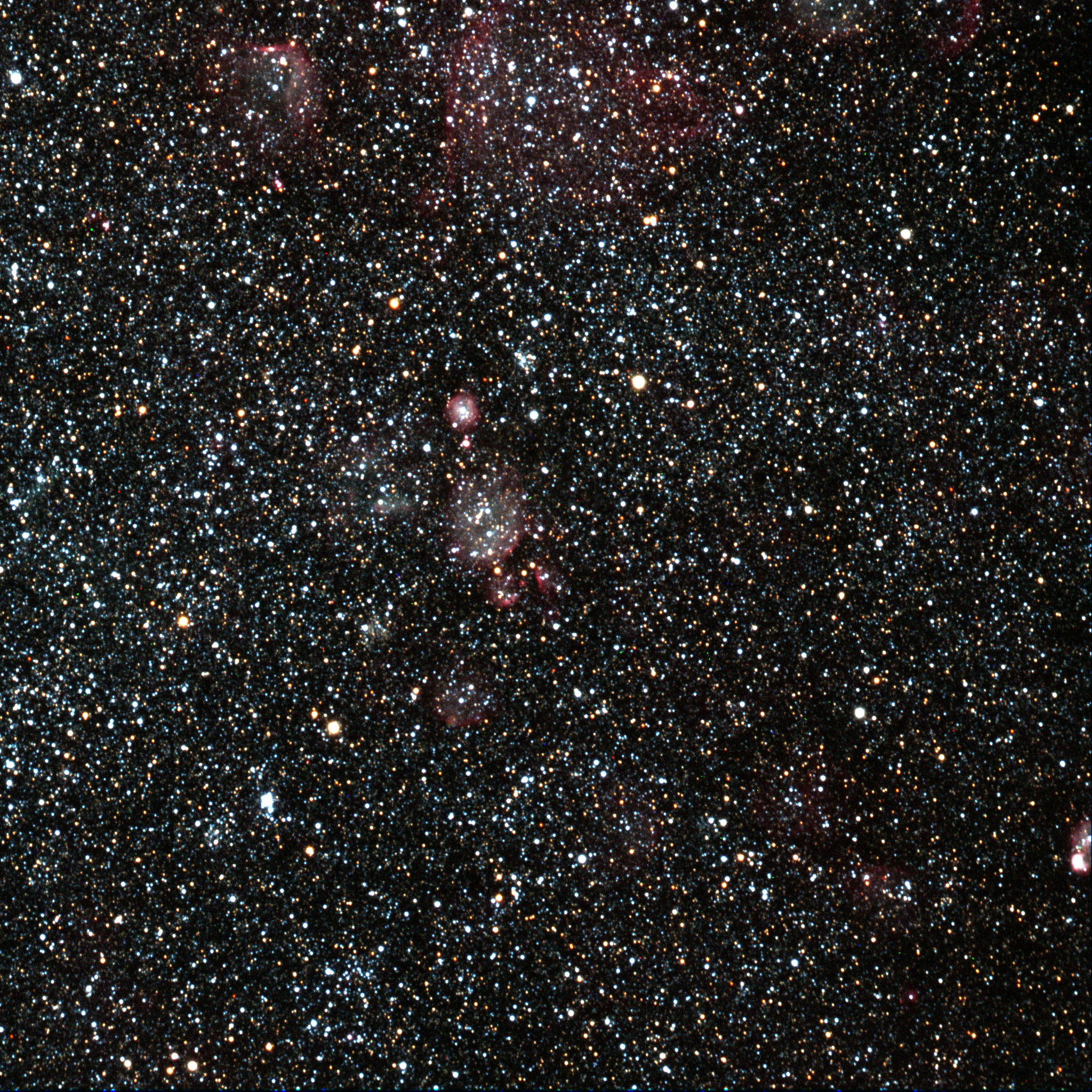
NGC 267 par le télescope PROMPT 2 de l'Observatoire interaméricain du Cerro Tololo.